# Sextus Pompeius Festus
Sextus Pompeius Festus, gyakran csak Pompeius Festus (2. század vége) ókori római nyelvész.

## Élete
Pompeius Festus kivonatot készített az Augustus római császár korában élt, óriás ismeretanyaggal rendelkező nyelvész, Verrius Flaccus, aki De verborum significatione című művéből. (Verrius Flaccus egy roppant terjedelmű etimológiai és archeológiai magyarázatokat tartalmazó betűrendes szótárt szerkesztett, amelynek terjedelméről fogalmat ad, hogy a "P." betű legalább 5, az "A." legalább 4 könyvet tett ki.) Augustus idejében a régi szavak, intézmények és szokások magyarázatára nézve nélkülözhetetlen volt Verrius Flaccus műve, amelyből S. P. Festus, 2. vagy 3. századbeli grammatikus egy 20 könyvre terjedő kivonatot készített. Ebből a kivonatból egy újabb kivonatot csinált a Nagy Károly korában élt Paulus Diaconus, a longobárdok történetírója. A kétszeres kivonat olyan hézagos magyarázatokká zsugorodott össze, hogy már Festus helyreállítása is a filológia legélesebb pontosságát és a hozzávető kritika legfinomabb módszerét tette szükségessé. Jelentős tény, hogy éppen egy magyar tudós, Ponori Thewrewk Emil vállalkozott a nehéz feladat megoldására.